# Megalurus
Genre
Synonymes
- Dulciornis Mathews, 1912[2]
- Poodytes Cabanis, 1851[2]

Megalurus est un genre monotypique de passereaux de la famille des Locustellidae. Il comprend une seule espèce de mégalures.

## Répartition
Ce genre se trouve à l'état naturel en Asie du Sud et du Sud-Est
.

## Liste des espèces
Selon la classification de référence du Congrès ornithologique international (version 8.2, 2018) :
- Megalurus palustris Horsfield, 1821 — Mégalure des marais, Grande Fauvette des marais, Rousserolle à tête striée
  - Megalurus palustris forbesi Bangs, 1919
  - Megalurus palustris palustris Horsfield, 1821
  - Megalurus palustris toklao (Blyth, 1843)

## Taxonomie
Avant 2018, ce genre comprenait une dizaine d'espèces qui ont été réparties parmi les genres Poodytes et Cincloramphus par la classification de référence du Congrès ornithologique international (version 8.2, 2018).